# زنان کوچک (مجموعه تلویزیونی ۲۰۲۲)
زنان کوچک (کره‌ای: 작은 아씨들; لاتین‌نویسی اصلاح‌شده: Jag-eun Assideul) یک مجموعهٔ تلویزیونی کره جنوبی به کارگردانی کیم هی-وون و با بازی کیم گو-اون، نام جی-هیون، پارک جی-هو و وی ها-جون است. این مجموعه بر پایهٔ رمان سال ۱۸۶۸ با همین نام اثر لوییزا می الکات است و از ۲۷ اوت ۲۰۲۲، روزهای شنبه و یکشنبه ساعت ۲۱:۱۰ (کی‌اس‌تی) از تی‌وی‌ان پخش شد. همچنین برای استریم در نتفلیکس در مناطق منتخب در دسترس است.

## خلاصهٔ داستان
زنان کوچک داستان سه خواهر فقیر که با یکدیگر صمیمی هستند و چگونگی رویارویی شجاعانهٔ آنها با ثروتمندترین خانواده در کره را روایت می‌کند.

## بازیگران

### اصلی
- کیم گو-اون در نقش اوه این-جو[۶]

بزرگ‌ترین خواهر.
- نام جی-هیون در نقش اوه این-کیونگ[۷]

خواهر وسطی.
- پارک جی-هو در نقش اوه این-هه[۸]

کوچک‌ترین خواهر.
- وی ها-جون در نقش چوی دو-ایل[۹]